# Zagozd, Litija
Zagozd este o localitate din comuna Litija, Slovenia, cu o populație de 58 de locuitori.